# Marek Matys
Marek Matys (ur. 24 stycznia 1960) – polski piłkarz, występujący na pozycji obrońcy.

## Życiorys
Grał w juniorach GKS Katowice. W 1978 awansował do pierwszej drużyny GKS. W sezonie 1979/1980 wraz z GKS spadł z I ligi, ale w sezonie 1981/1982 ponownie awansował do tej klasy rozgrywkowej. W 1985 grał w finale Pucharu Polski, w którym GKS przegrał z Widzewem Łódź. W styczniu 1986 GKS zwolnił Matysa na wolny transfer.
Po zakończeniu kariery piłkarskiej wyjechał do Niemiec i zamieszkał w Paderborn. Tam pracował w rzeźni i firmie meblarskiej

## Statystyki ligowe
| Sezon         | Klub         | Liga    | Mecze | Gole |
| ------------- | ------------ | ------- | ----- | ---- |
| 1978/1979     | GKS Katowice | I liga  | ?     | 0    |
| 1979/1980     | GKS Katowice | I liga  | ?     | 0    |
| 1980/1981     | GKS Katowice | II liga | ?     | ?    |
| 1981/1982     | GKS Katowice | II liga | ?     | ?    |
| 1982/1983     | GKS Katowice | I liga  | 24    | 0    |
| 1983/1984     | GKS Katowice | I liga  | 27    | 0    |
| 1984/1985     | GKS Katowice | I liga  | 21    | 0    |
| 1985/1986 (j) | GKS Katowice | I liga  | 3     | 0    |